# Tomás de Torquemada
Tomás de Torquemada (født 14. oktober 1420, død 16. september 1498) var en dominikansk munk fra Castilien og først spanske storinkvisitor i landets bevægelse for at homogenisere den religiøse udøvelse af den katolske kirke i slutningen af 1400-tallet, kendt som den spanske inkvisition.
Muslimer og jøder i Spanien fandt det socialt, politisk og økonomisk hensigtsmæssigt at omvende sig til katoliscismen (se Converso, Morisco ogMarrano) primært fordi de blev forfulgt. Eksistensen af kunstige konvertitter (kaldet krypto-jøder) blev opfatte som en trussel mod det religiøse og sociale liv i Spanien af landets monarker (kong Ferdinand og dronning Isabella). Dette ledte til at Torquemada, der selv havde converso-forfædre, til at blive en af de primære støtter til Alhambradekretet der udviste jøderne fra Spanien i 1492.
Torquemadas navn blev synonym med grusomheder, religiøs intolerance og fanatisme som følge af hans udbredte brug af tortur til at få tilståelser og fortalervirksomhed for henrettelse på bålet.

## Biografi

### Tidlige liv
Torquemada blev født  den 14. oktober 1420, enten i Valladolid, i Kongeriget Castilien, eller i den nærliggende by Torquemada.  Han kom fra en familie af  (spansk) conversos (konvertitter fra Jødedommen); hans onkel, Juan de Torquemada, var en hyldet teolog og kardinal (katolske kirke) hvis bedstemor var en (spansk) ”conversa”. Hernando del Pulgar, en kronikør fra det 15. århundrede, der levede samtidig med de Torquemada og selv var converso, skrev at Tomás de Torquemada's onkel, Juan de Torquemada, havde en forfader, Álvar Fernández de Torquemada, der var gift med en første-generations conversa.
Torquemada tilsluttede sig i en meget ung alder det lokale San Pablo dominikanerkloster. Som ivrig advokat for kirkens ortodoksi fik han et stort ry for sin indsigt, fromhed og nøjsomhed. Det indebar, at han blev forfremmet til prior i klosteret Santa Cruz ved Segovia (provins). Omkring dette tidspunkt mødte han den unge prinsesse Isabella, og de to indledte straks en religiøs og ideologisk forbindelse. I et antal år fungerede Torquemada som hendes faste skriftefader og personlige rådgiver. Han var tilstede ved Isabellas kroning i 1474, forblev hendes tætteste allierede og støtte og endda anbefalede hende at gifte sig med Kong Ferdinand af Aragonien i 1469 for at konsolidere deres kongedømmer og oprette et kraftcenter, han kunne trække på for sine egne formål. Torquemada undertrykkede Ferdinands egne ambitioner, og han blev også hans skriftefader.

### Oprettelsen af det Hellige Kontor forInkvisitionen
Torquemada frygtede indgående de såkaldte Marranos og Moriscos  som en trussel mod Spaniens velstand ved begges stigende religiøse indflydelse og deres økonomiske dominans af Spanien. Kongemagten i Aragonien havde siden det meste af det 14. og 15. århundrede kontinuerligt haft inkvisitorer. Kong Ferdinand og dronning Isabella sendte en anmodning til Pave Sixtus 4. om at imødekomme deres anmodning om oprettelsen af et Helligt Kontor til at administrere inkvisitionen i Spanien. Paven imødekom deres anmodning og etablerede det ”Hellige Kontor for formidling af Troen” i slutningen af 1478.
Den pavelige bulle gav regenterne fuldmagt til at udpege inkvisitorerne, mens Rom opretholdt retten til at foretage den formelle udnævnelse af de kongelige kandidater. Den amerikanske historiker Henry Charles Lea bemærkede, at den Spanske inkvisition i både i Kastilien og Aragonien forblev fast under Ferdinans ledelse i hele den fælles regeringstid.

### Storinkvisitor
Paven fortsatte med at udpege et antal inkvisitorer til de spanske kongeriger i begyndelsen af 1482, herunder Torquemada. Et år senere blev han udnævnt til Storinkvisitor for Spanien, som han forblev indtil sin død i 1498. I 1484 overlod  Torquemada sin rolle som kongelig skriftefader til Diego Gaza, en dominikaner som senere ville efterfølge ham som storinkvisitor. Det følgende år offentliggjorde Torquemada på et stormøde i Sevilla de otteogtyve artikler om tro, der ville blive brugt til at lede inkvisitorernes efterforskning.
I de femten år under hans ledelse voksede den spanske inkvisition fra et enkelt tribunal i  Sevilla til et netværk på to dusin ”HelligeKontorer”. Som storinkvisitor omorganiserede Torquemada den spanske inkvisition. Den var oprindelig baseret i Kastilien i 1478  men nu blev der oprettet tribunaler i Sevilla, Jaén (provins), Córdoba, Ciudad Real og senere Zaragoza. Hans bestræberlser gik på at befri Spanien for al kætteri. Den spanske kronikør Sebastián de Olmedo omtalte ham som "kætteriets hammer, spaniens lys, frelseren af sit land, hans ordens ære".
Torquemada så til at de dømte blev blev iført en ”sanbenito”, en beklædningsgenstand der skulle vise anger, der blev båret over det almindelige tøj og som var udsmykket så det viste hvilken anger man udviste, hvis nogen. Tilbagevendende kættere, der var dømt til brænding på bålet, bar en sanbenito udsmykket med flammer eller til tider med dæmoner, drager og/eller slanger. Kættere dømt til hængning bar et sankt Andreas kors (et kryds ”X”). 
Granadatraktaen af (1491), som aftalte den endelige opløsning af den muslimske stat Al-Andalus, foreskrev tydeligt beskyttelsen af religiøse rettigheder, men dette blev tilbagevist blot 3 måneder senere ved Alhambra dekretet af 31. marts 1492 udstedt af Isabella og Ferdinand. Dekretet påbød udvisning af praktiserende jøder efter den 31. juli samme år. Dekretet betød at ca. 40,000 jøder blev udvist fra Spanien kun medbringende deres personlige ejendele. Omkring 50,000 andre jøder lod sig døbe kristent for at kunne forblive i Spanien. Mange af dem blev nedsættende kaldt "Marranos" af den ”gamle kristne” majoritet, som hemmeligt havde beholdt nogle af deres jødiske traditioner. De var blandt hovedmålene for inkvisitionen, men den forfulgte også enhver, der ville kritisere den.
Så mange bønfaldende andragender blev sendt til Rom, at paven blev opmærksom på Torquemadas strenghed og tre gange havde han hidkaldt inkvisitionens repræsentanter til Rom. Endvidere var Isabella og Ferdinand bekymrede for, at så mange penge blev omdirigeret til det Hellige Kontor, at de også protesterede til paven. Men Torquemadas magt fastholdt ham på stillingen indtil mindst 1494.
Der er forskellige opgørelser over antallet af ofre for den spanske inkvisition under Torquemadas styre som storinkvisitor. Hernando del Pulgar, dronning Isabellas sekretær skrev, at der blev foretaget 2.000 henrettelser under hele hendes regeringstid, der varede et pænt stykke tid efter Torquemadas død.

### Død
I hans sidste år svigtede  Torquemadas helbred og sammen med udbredte klager foranledigede det Pave Alexander 6. til at udpege fire assisterende inkvisitorer i juni 1494, for at begrænse den spanske inkvisition og tilegne sig noget af dens opsparede formue. Selvom hans iver forblev uformindsket, trak Torquemada sig tilbage til klosteret Thomas Aquinas i Ávila og forlod kun sin celle når han skulle være sammen med den kongelige familie. I 1498 havde han stadig sit embede og holdt sit sidste stormøde. Efter at have været Spaniens storinkvisitor i 15 år, døde Torquemada i klosteret den 16. september 1498, hvor han også blev begravet. Hans grav blev røvet i 1832, kun to år før inkvisitionen endelig blev afskaffet. Angiveligt blev hans ben fjernet og brændt på samme rituelle måde som en Autodafé.

## I kulturen
Victor Hugo skrev i 1869 teaterstykket Torquemada  om ham og om den Spanske inkvisition 
Den amerikanske forfatter Howard Fast skrev romanen Torquemada (1966) om den spanske inkvisition 
Marlon Brando portrætterede Torquemada i 1992-filmen instrueret af John Glen Christopher Columbus: The Conquest of America (på dansk ”Christopher Columbus - den store eventyrer”) 
Mel Brooks spiller en syngende og dansende Torquemada i en pastiche på den klassiske Holywood musical i filmen History of the World, Part I fra 1981.
Torquemada er en karakter i Assassin's Creed-spilserien, hvor han er et ledende medlem af den spanske grupe af tempelriddere. Han er en af de primære antagonister i liveaction-filmen Assassin's Creed fra 2016, hvor han bliver spillet af den spanske skuespiller Javier Gutiérrez. Han er også den primære antagonist i computerspillene Assassin's Creed II: Discovery og Assassin's Creed Rebellion.
Tegneserien Torquemada er en del i den britiske tegneserieantalogi 2000 AD.